# Citrus × tangelo
El tangelo es una especie de cítrico. Puede ser un híbrido entre mandarina y pamplemusa o mandarina y pomelo. Pudo haberse originado en el sudeste asiático hace unos 3500 años.[cita requerida] Los frutos pueden ser del tamaño del puño de una persona adulta y tienen un sabor parecido a la mandarina, pero más jugoso, hasta el punto de no tener demasiada pulpa pero si producir un excelente zumo. Los tangelos tienen generalmente la piel libre y son más fáciles de pelar que las naranjas. Son fácilmente distinguibles de las naranjas por una característica protuberancia que tiene el fruto en su inserción con el pedúnculo. El nombre es un acrónimo de 'tangerine' (mandarina) y 'pomelo'.

## Variedades

### Mandarino Tangelo Orlando
Este tangelo de maduración temprana se destaca por su zumo suave y dulce. Sus frutos son algo achatados y grandes. En el hemisferio norte se recolecta entre mediados de noviembre y principios de febrero. Este tangelo se produjo del cruce entre pomelo Duncan y mandarina Dancy.  W. T. Swingle del Departamento de Agricultura de Estados Unidos está reconocido como el creador de este híbrido en 1911. Cuando se empezó a cultivar se le denominó como Lake Tangelo. Los árboles de esta variedad son de gran tamaño y son fácilmente reconocibles por sus hojas abarquilladas. El tangelo Orlando es una de las variedades más resistentes al frío. Sin embargo, su polen es autoincompatible por lo que se recomienda plantar junto a otras variedades de naranja, de modo que se mejore la polinización.

### Tangelo Minneola

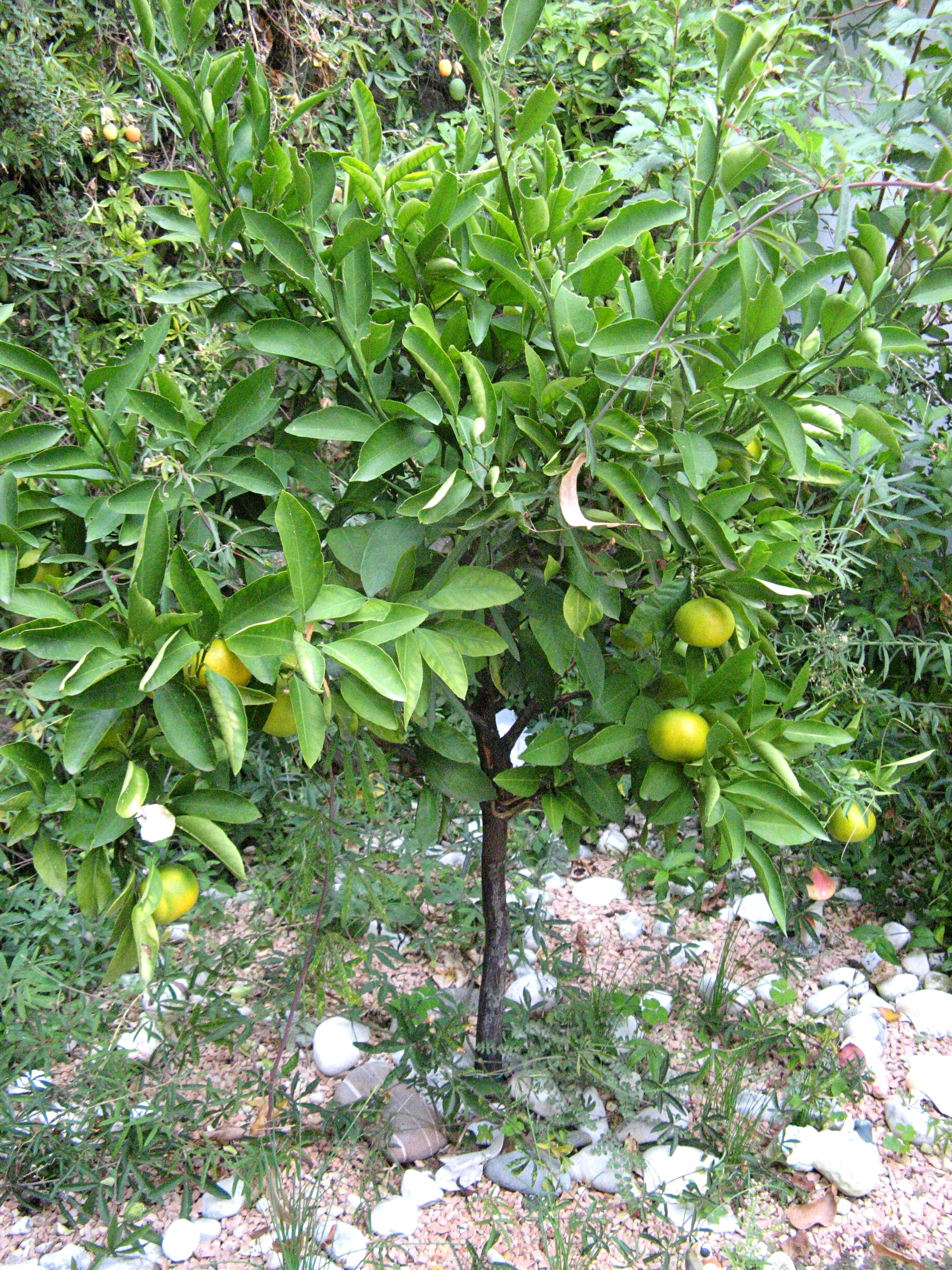
Frutos de Citrus × tangelo con corteza verde.

El tangelo Minneola es también un cruce entre pomelo Duncan y mandarino Dancy, y se produjo en 1931 en la Estación Experimental del Departamento de Agricultura Estados Unidos en Orlando. Lleva el nombre de Minneola, Florida. Muchos de los frutos de este tangelo tienen un característico abultamiento junto al pedúnculo dándole una forma parecida a una campana. El fruto suele ser bastante grande, normalmente entre 22 y 25 cm de diámetro. El color de la piel, en la madurez es de color rojizo anaranjado brillante. La piel es relativamente delgada y se pela fácilmente. También es un fruto jugoso. Tiene pocas semillas, pudiendo variar su número entre cero y un máximo de unas doce por fruto. Su polen no es totalmente autocompatible, por lo que se recomienda plantarlo junto a otras especies que lo polinicen, como puede ser mandarina Temple, Sunburst o Fallglo. Suele tener una buena producción todos los años. El fruto madura entre diciembre y febrero en el hemisferio norte.

## Interacciones con medicamentos
Hasta ahora, un estudio ha demostrado que no se producen interacciones con estatinas, al contrario de lo que sucede con los pomelos, esto, a pesar de que los tangelos proceden de un cruce de pomelo con mandarina. Esto parece deberse a que las furanocumarinas de los pomelos, no se encuentran en los tangelos. Debido a ello, algunas posibles reacciones son temporales.